# Nico Ramírez
Edgar Nicolás Ramírez Ceceña (Tepic, 16 febbraio 1974) è un ex calciatore messicano, di ruolo centrocampista.